# Sindicatura de comptes
Una sindicatura o tribunal de comptes és una institució superior d'auditoria, és a dir, una institució governamental destinada a realitzar l'auditoria financera i/o jurídica en la branca executiva del poder. La Sindicatura de Comptes és el nom que rep a Catalunya, a València i a les Illes Balears, la institució encarregada de fiscalitzar la gestió econòmica, financera i comptable del sector públic d'aquestes regions, i del control d'eficiència del govern –la Generalitat de Catalunya, la Generalitat Valenciana o el Govern de les Illes Balears.

## Tribunals de Comptes
- Sindicatura de Comptes de Catalunya
- Sindicatura de Comptes de la Comunitat Valenciana
- Sindicatura de Comptes de les Illes Balears
- Tribunal de Comptes Europeu
- Tribunal de Comptes d'Eslovènia
- Tribunal de Comptes (Espanya)